# Wilhelm Henckel
Pour les articles homonymes, voir Henckel.
Wilhem Henckel, né à Burg dans le royaume de Prusse le 17 avril 1825 et mort le 30 novembre 1910 à Munich, est un éditeur et traducteur allemand qui vécut en Russie .

## Premières années

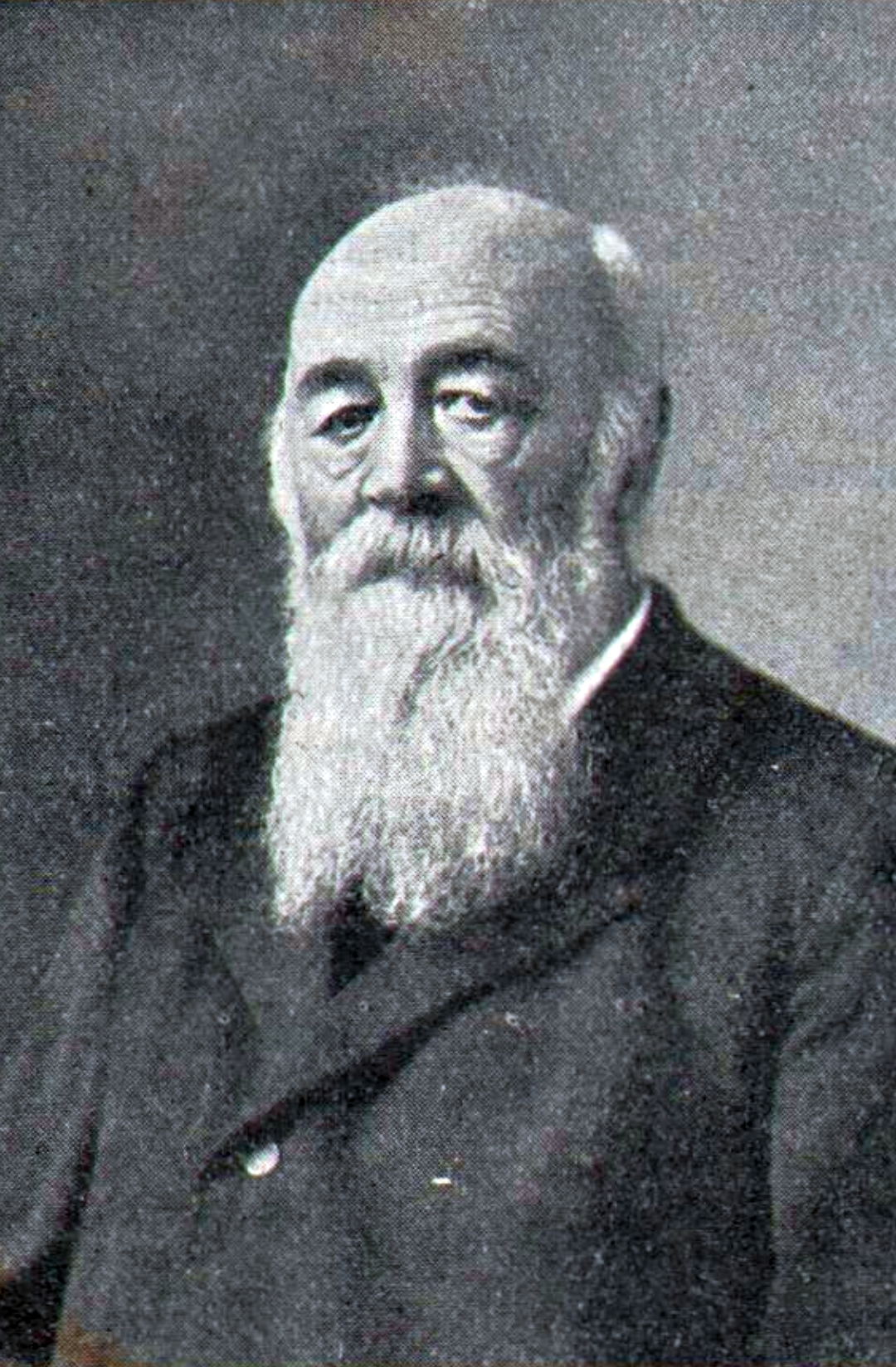
Henckel en 1905.

Installé en Russie dès l'âge de neuf ans avec sa famille, il étudie à la fameuse St. Petri-Schule de Saint-Pétersbourg. Il est employé à la librairie allemande de Heinrich Schmitzdorff à Saint-Pétersbourg, puis à Leipzig et en Suisse. En 1854, il fonde avec Smirdine fils la maison d'édition Alexandre Smirdine et Compagnie à Saint-Pétersbourg qui se divise dans les années 1860 et donne ainsi naissance à sa propre firme. Il vend des traductions allemandes et françaises et de la prose contemporaine russe. Henckel édite L'Aurore boréale («Северное сияние»), dont les premiers recueils publient des œuvres de Levitov (en),  Ouspenski, Iakouchkine (ru), Stanioukovitch (en). Il prend part aussi à l'édition du journal Nedelia (La Semaine).

## Royaume de Bavière
Ses affaires périclient dans les années 1870. Il s'installe donc à Munich en 1878 avec son épouse suisse Emmy (née Göldi) et se consacre à la traduction du russe vers l'allemand, permettant ainsi au public cultivé allemand de connaître la littérature russe contemporaine. Sa traduction de Crime et Châtiment de Dostoïevski paraît en 1882 sous le titre de Raskolnikow et connaît un grand succès ouvrant la voie à Dostoïevski auprès des intellectuels européens. Il traduit en tout trente volumes des œuvres de Tourgueniev, Dostoïevski, Kostomarov, Garchine, Tolstoï, Potapenko (en), Polonski, Saltykov-Chtchedrine, etc. Henckel publie aussi des articles dans différentes revues et journaux allemands à propos de la littérature russe, le plus souvent dans la Münchener Allgemeine Zeitung.